# Gens Metilia
De gens Metilia was een gens uit Alba Longa, die na de verwoesting van deze naar Rome migreerde.
Omdat de Metilii onmiddellijk toegang schijnen te hebben gekregen tot de senaat, moeten ze blijkbaar ten tijde van hun komst naar Rome tot de patricische stand hebben behoord. Maar in de geschiedenis van Rome treffen we de Metilii slechts aan als plebejers. Plinius maior vermeldt een lex Metilia de Fullonibus in 220 v.Chr., maar welk lid van de Metilii deze wet heeft voorgesteld is onduidelijk.

## Leden
- Spurius Metilius
- Marcus Metilius (tribunus plebis in 401 v.Chr.)
- Marcus Metilius (tribunus plebis in 217 v.Chr.)
- Titus Metilius Croco

## Referentie
- W.B. Donne, art. Metilia gens, in W. Smith (ed.), A Dictionary of Greek and Roman Biography and Mythology, II, Boston, 1867, p. 1067.